# 2. ŽNL Karlovačka 2016./17.
2. ŽNL Karlovačku je najniži stupanj natjecanja i u sezoni 2016./17. ga je činilo 13 klubova iz Karlovačke županije podijeljenih u dvije grupe ("Sjever" i "Jug"). Natjecanje se odvijalo trokružno (grupa "Sjever"), odnosno četverokružno (grupa "Jug"). Prvak 2. ŽNL Karlovačke je nakon finalne utakmice postao NK Josipdol, te se time plasirao u viši rang.

## Tablica
| "Sjever" |                              |      |       |      |      |       |      |
| Mj.      | Klub                         | Sus. | Pobj. | Ner. | Por. | GR.   | Bod. |
| 1.       | NK Vatrogasac Gornje Mekušje | 21   | 15    | 3    | 3    | 62:20 | 48   |
| 2.       | NK Vojnić '95                | 21   | 13    | 1    | 7    | 62:33 | 40   |
| 3.       | NK Dobra Novigrad na Dobri   | 21   | 11    | 6    | 4    | 49:26 | 39   |
| 4.       | NK Petrova gora Vojnić       | 21   | 6     | 6    | 9    | 36:37 | 24   |
| 5.       | NK Kupa Donje Mekušje        | 21   | 7     | 3    | 11   | 45:47 | 24   |
| 6.       | NK Šišljavić                 | 21   | 7     | 2    | 12   | 38:66 | 23   |
| 7.       | NK Krnjak-Barilović          | 21   | 5     | 7    | 9    | 39:54 | 22   |
| 8.       | NK Frankopan Brežani         | 21   | 3     | 6    | 12   | 35:73 | 15   |

| "Jug" |                      |      |       |      |      |       |      |
| Mj.   | Klub                 | Sus. | Pobj. | Ner. | Por. | GR.   | Bod. |
| 1.    | NK Josipdol          | 16   | 12    | 4    | 0    | 62:15 | 40   |
| 2.    | NK Oštarije          | 16   | 9     | 1    | 6    | 45:30 | 28   |
| 3.    | NK Dobra Sveti Petar | 16   | 7     | 3    | 6    | 38:30 | 24   |
| 4.    | NK Mrežnica Zvečaj   | 16   | 6     | 3    | 7    | 39:46 | 21   |
| 5.    | NK Cetingrad         | 16   | 0     | 1    | 15   | 13:76 | 1    |

## Utakmica za prvaka
Utamica za prvaka 2. ŽNL je odigrana 10. lipnja 2017. između pobjednika grupa "Sjever" i "Jug":
NK Vatrogasac Gornje Mekušje - NK Josipdol 0:5

## Strijelci
| - 15 - Brbot (Dobra N) - 14 - Škarjak (Dobra N), Gagula (Frankopan) - 13 - Jakara (Vojnić ‘95) - 12 - Franović (Vatrogasac), Brkić (Krnjak Barilović) - 11 - Zlatić (Vatrogasac) - 10 - Matijević (Vojnić ‘95) - 9 - Hušidić (Vojnić ‘95) - 8 - Sušilović (Vojnić ‘95), M. Matijašić (Frankopan), Štokan (Vatrogasac), J. Spudić (Krnjak Barilović) - 7 - MIksera i I. Bedeniković (Kupa) - 6 - Rožić i Gudlek (Šišljavić), Amić (Kupa), K. Borovac (Vojnić ‘95), K. Jurić (Krnjak Barilović), Vucelić (Vatrogasac), Suljanović (Petrova gora) - 5 - Z. Bedeniković i Frketić (Kupa), Šimunić (Vatrogasac), Bridić (Krnjak Barilović) - 4 - Vuković (Vatrogasac), Blauhorn (Kupa), Mrkić i Gvozdenović (Petrova gora), Ž. Bijelić (Vojnić ‘95) - 3 - Lozić (Krnjak Barilović), Hušidić, Dragić i Lj. Mađerčić (Petrova gora), Uđbinac, Štulhofer i Dobrinić (Šišljavić), Orlovac, Josipović, Šabić i J. Bijelić (Vojnić ‘95), Bekan, Kondić i Gornik (Vatrogasac), Mržljak, Mus i Ivančić (Dobra N), Kalčić (Frankopan) - 2 - T. Klasan (Vojnić ‘95), Lokmer (Frankopan), Bižić (Dobra N), Valentić i Žeger (Šišljavić), Smolčić (Kupa), Lukić - (Petrova gora), Matijević (Vatrogasac) - 1 - Bišćan, Baršić, F. Furač, Stepić, Frketić, Vuljanić, Marković i J. Furač (Dobra N), D. Jurić, R. Spudić, Marjanović, Majdak i Jurilj (Krnjak Barilović), Rakocija, Pajić, Latin, Bolešić, T. Lukić, Lucijanić, Pavlović, Filipčić, Ristovski, I. Perak i Trubić (Šišljavić), Krajinović, Osterman, Šćulija, Skolan, Bašagić, K. Krmpotić i Lesić (Kupa), Cekurić, Štefanac, Pruginić, D. Matijašić, Stanišić, Vlašić, Žeger i Dizdar (Frankopan), D. Borovac, Radman i Kokanović (Vojnić ‘95), S. Mađerčić, Ivošević, Macut, Novković i Lukač (Petrova gora), Zanki, Bosiljevac, Bukva i Cindrić (Vatrogasac) | - 37 - M. Poljak (Josipdol) - 17 - Cazin (Oštarije) - 15 - Benković (Mrežnica) - 7 - Šebalj (Mrežnica), Ivanišević (Oštarije), Da. Keser (Josipdol) - 6 - Prebežić (Dobra SP) - 5 - Dragičević i A. Cindrić (Dobra SP) - 4 - Brozović (Dobra SP), M. Polović (Mrežnica) - 3 - F. Puškarić i Verić (Dobra SP), T. Medved (Cetingrad), I. Šimić i Gračanin (Oštarije), Slišković (Josipdol) - 2 - M. Božičević, Kesner i Matovina (Oštarije), Brazdičić, Lovrić i Malović (Mrežnica), Pavlović, N. Puškarić, Stipetić i - Pavlaković (Dobra SP), T. Golek, Plivelić, Balinović i Ćoralić (Cetingrad), Francetić, I. Matovina, Medved i K. Mihaljević - (Josipdol) - 1 - R. Cindrić i Cvitković (Cetingrad), Žilić, Sabljak, Butković, L. Cindrić i T. Cindrić (Dobra SP), Štefanac, Ostarčević i T. Polović (Mrežnica), Pribanić, Pavličić, Rendulić, Ivanović, Lukenda i T. Mihaljević (Josipdol), A. Božičević, Salopek i M. Šimić (Oštarije) |

## Poveznice
- 2. ŽNL Karlovačka
- 1. ŽNL Karlovačka 2016./17.